# Зерцало Великое

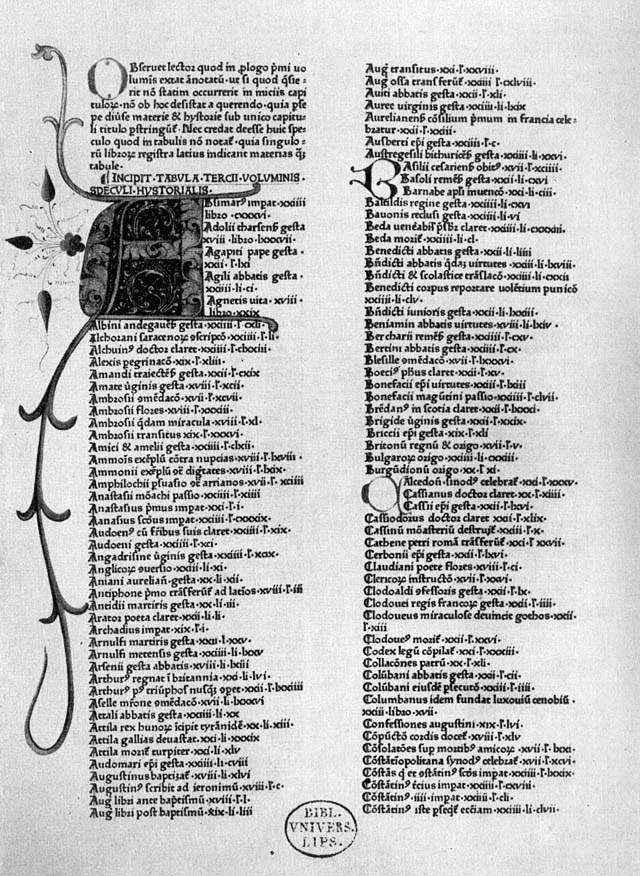
Лист рукописи «Speculum majus», 1473 г.

Зерцало Великое (лат. Speculum majus) — средневековая энциклопедия, составленная монахом-доминиканцем Винсентом из Бове и вместившая в себе всю сумму знаний средневекового человечества. Непосредственно или опосредованно Зерцало великое легло в основу множества дидактических поэм XIV и XV веков и отразилось, между прочим, на «Божественной Комедии» Данте. Немедленно по изобретении книгопечатания Зерцало напечатано было по крайней мере 6 раз, даже после того, как появились уже энциклопедии, основанные на новых началах, оно перепечатывалось дважды (в 1521 и 1627 годах).

## Основные сведения
Энциклопедия состоит из 4 частей:

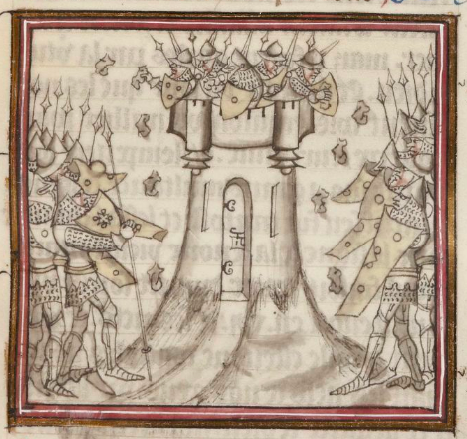
Осада Константинополя (1203). Миниатюра рукописи французского перевода «Зерцала исторического» Винсента из Бове, 1396 г.

- Зерцало природное (Speculum naturale)
- Зерцало вероучительное (Speculum doctrinale)
- Зерцало историческое (Speculum historiale)
- Зерцало нравственное (Speculum morale)

Энциклопедия давала обширные сведения по философии, истории, естественным наукам. В ней комментировались отрывки из античных авторов, богословские труды. В целом «Великое зерцало» представляет собой систематизацию знаний того времени по различным вопросам. Написана на латыни, состоит из 80 книг и 9885 глав. Это самая значительная энциклопедия Средневековья.
В первой части рассматривается широкий круг естественнонаучных дисциплин — астрономия, алхимия, биология и т. д; во второй речь идёт о богословских вопросах; в третьей рассматривается история человечества от сотворения мира до 1254 г.; в четвёртой — поднимаются вопросы нравственности и морали.
Энциклопедия была переведена на множество языков и пользовалась большим влиянием и авторитетом на протяжении нескольких столетий. Она сохранилась более чем в 250 рукописях, и впервые была напечатана в 1473—1476 годах в Страсбурге немецким издателем Иоганном Ментелином.

## Зерцало Великое в русской литературе
«Великое Зерцало» — важный памятник переводной русской литературы XVII века, представляющий собою сборник (до 900) разнообразных повестей и анекдотов, преимущественно поучительного характера.
Зачаток «Великого Зерцала» можно видеть в латинском средневековом сборнике: «Speculum exemplorum e x diversis libris in unum laboriose collectum», составленном в Нидерландах, в переходную эпоху между господством схоластического направления и гуманизмом. Сборник этот предназначался преимущественно для проповедников, чтобы облегчить им подыскивание примеров, иллюстрирующих тему проповеди, и издан 9 раз в промежутке между 1481 и 1519 годами. В 1605 году иезуит Йоханнес Майор (нем. Johannes Major), как значится в позднейших изданиях, выпустил в свет переработку «Speculum exemplorum», под заглавием «Magnum Speculum» и т. д., дополнив основной текст 160 примерами и расположив всё содержание по рубрикам. С этого времени «Magnum Speculum» получает широкое распространение и постепенно перерабатывается и дополняется иезуитами в духе крайнего аскетизма. С латинского языка «Великое Зерцало» в первой половине XVII века было, между прочим, переведено ксендзом-иезуитом Симоном Высоцким на польский язык, и содержание его пополнено новыми статьями. Позже «Великое Зерцало» отчасти было переведено на южно-русский язык, отчасти же им пользовались южно-русские проповедники — Галятовский, Радивиловский и др., — подражая католическим проповедникам. Во второй половине XVII века «Великое Зерцало» переводится с польского на великорусский литературный язык и опять пополняется новыми статьями, причём вся масса списков представляет два основных типа. Переводчики порой приспособляли и переделывали текст повестей, но в большинстве случаев мы имеем довольно близкий перевод. Один из переводов, тщательно переписанный и исправленный, заставляет предполагать что Великое Зерцало приготовлялось к печати, тем более, что и перевод сделан был по желанию царя Алексея Михайловича. Но напечатано «Великое Зерцало» не было.
Общность направления — аскетического, легендарного и поучительного — так сблизило «Великое Зерцало» с древнерусской литературой, что самый сборник как бы утратил характер переводного, и повести его, наравне с помещёнными в прологах, стали входить в синодики и в другие сборники, а также в значительной степени отразились в народной словесности: в духовных стихах и в сказках. Под влиянием «Великого Зерцала» возникли и новые повести с чисто русской окраской — например Повесть о Савве Грудцыне, прототип которой можно указать в Великом Зерцале второй редакции.
Источники «Великого Зерцала» весьма многочисленны и разнообразны, иезуиты много внесли повествовательного материала из византийских источников, пользуясь преимущественно изданием: «Vividarium sanctorum ex menaeis graecorum transl. in lat. sermonem per Matth. Raderum St. Jesu»; составители и переделыватели пользовались также трудами Иоанна Мосха, Joannes le Comte, Якова de Voragine, Фомы Кантипратана, Петра Альфонса, Викентия из Бовэ и т. д., а также «Римскими Деяниями», патериками и средневековыми хрониками.